# ラッセル郡 (カンザス州)
ラッセル郡 (Russell County、標準省略：RS) は、アメリカ合衆国カンザス州に位置する郡である。2000年現在、人口は7,370人である。最大都市及び郡庁所在地はラッセルである。

## 地理
アメリカ合衆国統計局によると、この郡は総面積2,328 km2 (899 mi2) である。このうち2,291 km2 (885 mi2) が陸地で37 km2 (14 mi2) が水域である。総面積の1.59%が水域となっている。

### 隣接する郡
- オズボーン郡（北）
- リンカーン郡（東）
- エルズワース郡（南東）
- バートン郡（南）
- ラッシュ郡（南西）
- エリス郡（西）

## 人口動勢
2000年現在の国勢調査で、この郡は人口7,370人、3,207世帯、及び2,020家族が暮らしている。人口密度は3/km2 (8/mi2) である。2/km2 (4/mi2) の平均的な密度に3,871軒の住宅が建っている。この郡の人種的な構成は白人97.58%、アフリカン・アメリカン0.50%、先住民0.56%、アジア0.33%、太平洋諸島系0.01%、その他の人種0.27%、及び混血0.75%である。ここの人口の0.91%はヒスパニックまたはラテン系である。
この郡内の住民は22.40%が18歳未満の未成年、18歳以上24歳以下が5.80%、25歳以上44歳以下が23.30%、45歳以上64歳以下が24.30%、及び65歳以上が24.10%にわたっている。中央値年齢は44歳である。女性100人ごとに対して男性は92.50人である。18歳以上の女性100人ごとに対して男性は88.70人である。
この郡内の世帯ごとの平均的な収入は29,284米ドルであり、家族ごとの平均的な収入は40,355米ドルである。男性は25,916米ドルに対して女性は17,957米ドルの平均的な収入がある。この郡の一人当たりの収入 (per capita income) は17,073米ドルである。人口の12.00%及び家族の9.10%は貧困線以下である。全人口のうち18歳未満の13.80%及び65歳以上の8.50%は貧困線以下の生活を送っている。

## 都市及び町
- バンカーヒル (Bunker Hill)
- Dorrance
- Gorham
- ルーカス (Lucas)
- Luray
- パラダイス (Paradise)
- ラッセル (Russell)
- ウォールド (Waldo)

## 郡区
ダグラス郡は12の郡区に分かれている。ラッセルの都市は governmentally independent と見なされ、郡区向けの国勢調査外観から除外されている。以下の表内の人口中心は、もしかなりの数ならば、郡区の人口総計を含む最大都市である。

## 教育

### 統一された学校区
- パラダイス 統一教育学区399号
- ラッセル 統一教育学区407号